# Teste de Hinsberg
A reação de Hinsberg é um teste para a detecção de aminas primárias, secundárias e terciárias. Neste teste, a amina é bem agitada com o reagente de Hinsberg na presença de álcalis aquosos (KOH ou NaOH). Um reagente contendo uma solução aquosa de hidróxido de sódio e cloreto de benzenossulfonil é adicionado a um substrato. 
1. Uma amina primária formará um sal sulfonamida solúvel. A acidificação deste sal precipita então a sulfonamida da amina primária.
2. Uma amina secundária na mesma reação formará diretamente uma sulfonamida insolúvel.
3. Uma amina terciária não reage com a sulfonamida, mas é insolúvel. Após a adição de ácido diluído, esta amina insolúvel é convertida em um sal de amônio solúvel.

Desta maneira, a reação pode distinguir entre os três tipos de aminas.
As aminas terciárias são capazes de reagir com cloreto de benzenossulfonil sob uma variedade de condições; o teste descrito acima não é absoluto. O teste de Hinsberg para aminas é válido apenas quando a velocidade, a concentração, a temperatura e a solubilidade da reação são levadas em consideração. 
A reação de Hinsberg foi descrita pela primeira vez por Oscar Hinsberg em 1890. 

## Etapas da reação

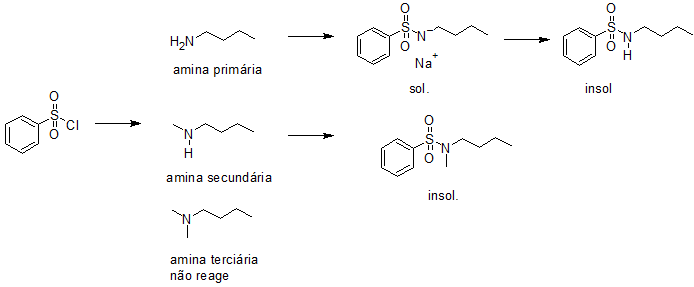
teste de Hinsberg

As aminas servem como nucleófilos no ataque ao eletrófilo do cloreto de sulfonil, deslocando o cloreto. As sulfonamidas resultantes de aminas primárias e secundárias são pouco solúveis e precipitam como sólidos da solução:
PhSO2Cl + 2 RR'NH → PhSO2NRR '+ [RR'NH2 +] Cl−
Para aminas primárias (R '= H), a sulfonamida inicialmente formada é desprotonada por base para fornecer sal de sulfonamida solúvel em água (Na [PhSO2NR]):
PhSO2N (H) R + NaOH → Na + [PhSO2NR−] + H2O
As aminas terciárias promovem a hidrólise do grupo funcional cloreto de sulfonil, que produz sais de sulfonato solúveis em água.
PhSO2Cl + R3N + H2O → R3NH + [PhSO−3]